# Cantabile Regensburg
Cantabile Regensburg ist ein gemischter Chor aus Regensburg, der sich überwiegend aus aktiven und ehemaligen Studierenden der Regensburger Hochschulen zusammensetzt. Er präsentiert A-cappella-Literatur von der Renaissance bis zur Moderne.

## Geschichte
Der Chor wurde 1992 durch Christian Preißler als Studenten-Chor gegründet. Beim 5. Chorwettbewerb Bayern 1997 belegte er den ersten Platz. 2001 nahm der Chor erfolgreich beim 7. Internationalen Kammerchorwettbewerb Marktoberdorf teil.
Seit 2002 steht er unter der Leitung von Matthias Beckert. Seither hat die Pflege zeitgenössischer Chormusik im Repertoire einen besonderen Stellenwert. 2003 erfolgte die Teilnahme beim Internationalen Chorwettbewerb in Tolosa (Spanien). 2005 wurde der Chor beim Chorwettbewerb Bayern erneut mit dem Prädikat „hervorragend“ ausgezeichnet und erhielt eine Laudatio für die beste Interpretation eines romantischen Chorwerks. Auch 2009 wurde der Chor mit dem Prädikat „hervorragend“ beim Bayerischen Chorwettbewerb gewürdigt, er erzielte beim Deutschen Chorwettbewerb 2010 in Dortmund ebenfalls eine gute Platzierung. 2011 wurde Cantabile Regensburg beim 12. Internationalen Kammerchor-Wettbewerb in Marktoberdorf als „International gut“ bewertet. Im Jahr 2013 erzielte das Ensemble beim 9. Bayerischen Chorwettbewerb in München erneut das Prädikat „Hervorragend“. Mit einem 3. Preis beim 9. Deutschen Chorwettbewerb 2014 in Weimar und der Jurywertung „Hervorragend“ zählt das Ensemble zu den besten Chören der deutschen Chorszene. 2016 gewann das Ensemble den „II. Internationalen Chorwettbewerb Budapest“. 2022 gewann Cantabile Regensburg beim 11. Bayerischen Chorwettbewerb den 1. Preis und erhielt das Prädikat „hervorragend“. Beim 11. Deutschen Chorwettbewerb in Hannover 2023 stellte der Chor erneut seine konstante Qualität unter Beweis und gewann den 2. Preis.
Cantabile Regensburg war regelmäßig in regionalen und überregionalen Konzertreihen wie der Stuttgarter Stiftsmusik, den Max-Reger-Tagen Weiden, dem Passauer Konzertwinter, dem Musiksommer Obermain, Ars Musica Aub, Musica Sacra Grafenrheinfeld, den Basilikakonzerten Waldsassen und den Münsterschwarzacher Klosterkonzerten zu Gast. 2016 konzertierte das Ensemble vor 2.000 Besuchern im Palast der Künste und im großen Konzertsaal der Franz-Liszt-Musikakademie Budapest in Ungarn.
Mit seiner dritten CD präsentierte Cantabile Regensburg im Jahr 2009 Chorwerke des Komponisten Heinz Werner Zimmermann beim Plattenlabel Spektral. Zimmermann widmete als Anerkennung dem Dirigenten Matthias Beckert persönlich das Werk I got a robe, welches ebenfalls auf dieser CD zu hören ist. 2012 erschien in Koproduktion mit dem Bayerischen Rundfunk eine CD-Einspielung mit Chorwerken von Wolfram Buchenberg. 2016 folgte, ebenfalls in Kooperation mit dem Bayerischen Rundfunk, die Wiederentdeckung und Ersteinspielung von Chorwerken des 1853 in der Oberpfalz geborenen und insbesondere in Ungarn gefeierten Komponisten Hans Koessler. Weitere Chorwerke von Wolfram Buchenberg wurden 2018 in einer zweiten Zusammenarbeit mit dem Komponisten und in Koproduktion mit dem Bayerischen Rundfunk aufgenommen. Auf der sechsten CD des Chores 'Dum medium silentium' (2019) sind überwiegend Ersteinspielungen zu hören. 2021 wurde eine CD mit Chorwerken mit geistlichen und weltlichen Stücken von Zoltán Gárdonyi und seinem Sohn Zsolt Gárdonyi, darunter acht Ersteinspielungen, veröffentlicht. Zsolt Gárdonyi widmete Cantabile Regensburg das Stück Encore, welches auf der CD zu hören ist. 2022 präsentierte Cantabile Regensburg im 30. Jahr seines Bestehens in einer Regensburger Erstaufführung das 2007 im Auftrag des Londoner Bach-Chors entstandene Requiem von Carl Rütti, das 2008 in der Kathedrale von Winchester uraufgeführt wurde.
Die höchste Auszeichnung des Bayerischen Sängerbundes, die Orlando-di-Lasso-Medaille, wurde dem Chor mit seinem Leiter Matthias Beckert im Jahr 2012 verliehen.

## Wettbewerbserfolge und bedeutsame Auftritte
- 1997 Teilnahme am 5. Bayerischen Chorwettbewerb: 1. Platz
- 1998 Teilnahme am 5. Deutschen Chorwettbewerb
- 2000 Auftritte beim 11. Münchner Chorkonzert 2000 in der Philharmonie im Gasteig
- 2001 Teilnahme am 7. Internationalen Kammerchor-Wettbewerb in Marktoberdorf
- 2001 Teilnahme am 6. Bayerischen Chorwettbewerb
- 2002 Großes Festkonzert zum zehnjährigen Bestehen
- 2002 Choraustausch mit dem Choir of Christ Church Cathedral Dublin
- 2003 Teilnahme am 35. Internationalen Chorwettbewerb in Tolosa (Spanien)
- 2005 Teilnahme am 7. Bayerischen Chorwettbewerb: 3. Platz, beste Interpretation eines romantischen Chorwerks
- 2007 Großes Festkonzert zum 15-jährigen Bestehen (Aufnahme durch den Bayerischen Rundfunk)
- 2009 Teilnahme am 8. Bayerischen Chorwettbewerb: 2. Platz, Prädikat „hervorragend“, Weiterleitung zum Deutschen Chorwettbewerb
- 2010 Teilnahme am 8. Deutschen Chorwettbewerb
- 2011 Teilnahme am 12. Internationalen Kammerchor-Wettbewerb Marktoberdorf: Prädikat „international gut“
- 2012 Auszeichnung mit der Orlando-di-Lasso-Medaille
- 2013 Teilnahme am 9. Bayerischen Chorwettbewerb: 1. Preis, Prädikat „hervorragend“, Weiterleitung zum Deutschen Chorwettbewerb
- 2014 Teilnahme am 9. Deutschen Chorwettbewerb: 3. Preis, Prädikat „hervorragend“
- 2016 II. Internationaler Chorwettbewerb Budapest: 1. Preis
- 2017 Uraufführung des Werkes „Hoffnung“ von Wilfried Hiller zum 25-jährigen Bestehen (zusammen mit dem Monteverdi-Chor Würzburg und Arabella Steinbacher an der Solovioline)
- 2022 Regensburger Erstaufführung von Carl Rüttis „Requiem“ für Soli, Chor und Orchester zum 30-jährigen Bestehen
- 2022 1. Platz beim 11. Bayerischen Chorwettbewerb, Prädikat „hervorragend“, Weiterleitung zum Deutschen Chorwettbewerb
- 2023 Teilnahme am 11. Deutschen Chorwettbewerb: 2. Preis
- 2023 Einladung nach Stargard zur internationalen Meisterklasse für Dirigierstudierende sowie zum Festival „Soni Spatium“, Aufführung mehrerer Werke von Marek Jasiński in der Marienkirche zu Stargard
- 2024 Uraufführung der Orchesterversion von Carl Rüttis „Stabat Mater“

## Diskografie
- Altissimo – Geistliche Vokalmusik aus fünf Jahrhunderten, 1999
- O Magnum Mysterium – Zeitgenössische Weihnachtliche Chormusik, 2003
- Heinz-Werner Zimmermann – Chorwerke, Label: Spektral Records, SRL4-08040, 2009
- Wolfram Buchenberg – Zeitgenössische Chorwerke, Label: Spektral Records, 2012
- Hans Koessler – Chorwerke, Label: Helbling, C7937CD, 2016
- Wolfram Buchenberg: Dum medium silentium – Chorwerke, Carus-Verlag, 2019
- Gárdonyi – Chorwerke, Label: becord, 2021
- Carl Rütti – Chorwerke, Label: becord, 2024 (Co-Produktion mit BR-Klassik)